# Güer Aike
Güer Aike es una localidad argentina del departamento homónimo de la Provincia de Santa Cruz. Está ubicada sobre la Ruta Nacional 3, en el límite interno de la ría del río Gallegos. Cuenta con una comisaría.
Cerca de la localidad, parte la Ruta Provincial 5 (que se dirige a Esperanza, en dirección a El Calafate) y la Autovía 17 de Octubre (que la conecta con Río Gallegos, ubicada a unos 30 km). También se halla a unos pocos kilómetros del cruce de la Ruta Nacional 3 con la Ruta Nacional 40.
Durante el censo nacional de 2010 fue considerada como población rural dispersa.

## Turismo
Es una zona turística. Allí se encuentra una estancia donde se practica pesca, se realizan cabalgatas y avistamientos de aves y existe un puesto policial. También, existe una estatua de la virgen María, donde se realiza una peregrinación todos los años.